# Ел-Џеј Бароуз
Ел Џеј Бароуз (енгл. L. J. Burrows) измишљени је лик из америчке ТВ серије Бекство из затвора. Његов лик тумачи Маршал Олман. 
Џон се у серији први пут појављује у првој епизоди.
До пре неколико месеци Ел Џеј је био просечан тинејџер из Илиноиса. Живео је у лепој кући са мајком Лизом и очухом Адријаном. Обављао је све послове по кући. Имао је добре оцене и клонио се невоља.
Али суд није уважио могућност жалбе на првостепену одлуку његовог биолошког оца Линколна Бароуза и одређен је датум његовог погубљења. То је умногоме погодило Ел Џеја. Зато се у последњих неколико месеци његово понашање потпуно изменило и на крају је ухапшен због поседовања и покушаја растурања дроге.